# Чижівська сільська рада (Звягельський район)
Чижівська сільська рада — орган місцевого самоврядування Чижівської сільської територіальної громади Звягельського району Житомирської області з розміщенням у с. Чижівка.

## Склад ради

### VIII скликання
Рада складається з 22 депутатів та голови.
25 жовтня 2020 року, на чергових місцевих виборах, було обрано 22 депутати ради, з них (за суб'єктами висування): самовисування — 10, «Наш край» — 8, «Європейська Солідарність», «Опозиційна платформа — За життя», Народна партія та «Слуга народу» — по 1.
Головою громади обрали позапартійного самовисуванця Аркадія Ратушнюка, чинного Чижівського сільського голову.

### Перший склад ради громади (2016р.)
Перші вибори депутатів до ради громади та Чижівського сільського голови відбулись 18 грудня 2016 року: обрано 22 депутати, серед яких 20 самовисуванців та 2 представники Всеукраїнського об'єднання «Батьківщина».
Головою громади обрали чинного тоді Чижівського сільського голову, самовисуванця Аркадія Ратушнюка.

## Керівний склад сільської ради
| ПІБ                         | Основні відомості                                            | Суб'єкт висування | Дата обрання | Дата звільнення |
| --------------------------- | ------------------------------------------------------------ | ----------------- | ------------ | --------------- |
| Ратушнюк Аркадій Вікторович | Сільський голова, 1969 року народження, освіта, безпартійний |                   | 26.03.2006   | 31.10.2010      |
| Ратушнюк Аркадій Вікторович | Сільський голова, 1969 року народження, освіта, безпартійний | Самовисування     | 31.10.2010   | 25.10.2015      |
| Ратушнюк Аркадій Вікторович | Сільський голова, 1969 року народження, освіта, безпартійний | Самовисування     | 25.10.2015   | 18.12.2016      |
| Ратушнюк Аркадій Вікторович | Сільський голова, 1969 року народження, освіта, безпартійний | Самовисування     | 18.12.2016   | 25.10.2020      |
| Ратушнюк Аркадій Вікторович | Сільський голова, 1969 року народження, освіта, безпартійний | Самовисування     | 25.10.2020   |                 |

Примітка: таблиця складена за даними джерела

## Історія
Створена 1923 року в складі сіл Могильня, Чижівка та колоній Вершниця і Вишківка Романівецької волості Новоград-Волинського повіту Волинської губернії. На 1 жовтня 1941 року в підпорядкуванні ради значився хутір Іванівка, кол. Вершниця не перебувала на обліку населених пунктів.
Станом на 1 вересня 1946 року сільська рада входила до складу Новоград-Волинської міської ради Житомирської області, на обліку в раді перебували села Вишківка, Могильня (згодом — Вербівка) та Чижівка.
10 червня 1958 року, відповідно до рішення Житомирського облвиконкому № 548 «Про внесення змін в адміністративно-територіальний поділ Олевського і Новоград-Волинського районів», підпорядковано с. Ржадківка Романівської сільської ради Новоград-Волинського району. На 1 березня 1961 року с. Іванівка не перебувало на обліку населених пунктів. 8 травня 1961 року, відповідно до рішення Житомирського облвиконкому № 426 «Про розширення смуги міста Новограда-Волинського», с. Ржадківка зняте з обліку та включене до смуги міста Новоград-Волинський.
На 1 січня 1972 року сільська рада входила до складу Новоград-Волинського району Житомирської області, на обліку в раді перебували села Вербівка, Вишківка та Чижівка.
29 грудня 2016 року територію та населені пункти ради включено до складу новоутвореної Чижівської сільської територіальної громади Новоград-Волинського (згодом — Звягельський) району Житомирської області.
Входила до складу Новоград-Волинського району (7.03.1923 р., 4.06.1958 р.) та Новоград-Волинської міської ради (1.06.1935 р.).

### Населення
Кількість населення ради станом на 1923 рік становила 1 458 осіб, кількість дворів — 270.
Відповідно до результатів перепису населення СРСР, кількість населення ради станом на 12 січня 1989 року становила 1 795 осіб.
Станом на 5 грудня 2001 року, відповідно до перепису населення України, кількість мешканців сільської ради становила 1 886 осіб.